# ایگور آلوز
ایگور آلوز (به پرتغالی: Igor Medeiros de Melo Alves) هافبک اهل برزیل است که در شهر ریودو ژانیرو و در تاریخ ۲۴ آوریل ۱۹۸۸ به دنیا آمده‌است.
ایگور آلوز در تیم‌های فوتبال واسکو دوگاما سابقهٔ حضور دارد.